# 乌塞哈特
乌塞哈特（Usehat），是印度北方邦Budaun县的一个城镇。总人口12183（2001年）。

## 人口
该地2001年总人口12183人，其中男性6500人，女性5683人；0—6岁人口2819人，其中男1447人，女1372人；识字率31.91%，其中男性为39.48%，女性为23.26%。